# Prix Maurice-de-Gheest (trot)
Pour les articles homonymes, voir Prix Maurice de Gheest.
Groupe II
Le prix Maurice-de-Gheest est une course hippique de trot attelé se déroulant au mois de janvier sur l'hippodrome de Vincennes.
C'est une course de Groupe II réservée aux poulains de 3 ans, hongres exclus, ayant gagné au moins 3 000 €.
Elle se court sur la distance de 2 175 mètres (2 700 mètres avant 2023, grande piste), départ volté. L'allocation s'élève à 120 000 € dont 54 000 € pour le vainqueur.
Son équivalent pour les femelles est le prix Gélinotte se déroulant le lendemain. Avant la création de cette épreuve en 1992, le prix Maurice-de-Gheest était également ouvert aux femelles.
La course honore la mémoire de Maurice de Gheest, éleveur et commissaire au sein de la Société du demi-sang au début du XXe siècle. Elle est créée sous les conditions d'âge actuelles en janvier 1951. Jusqu'en 1949, un prix Maurice-de-Gheest se disputait en décembre à Vincennes (hormis la parenthèse de l'après guerre à Enghien), mais pour des chevaux plus âgés. Créée en 1922, cette course s'était courue au trot monté en 1924 et de 1930 à 1934.

## Palmarès depuis 1956
| Année | Vainqueur          | Père              | Driver                 | Entraîneur              | Distance | Réd.km  |
| ----- | ------------------ | ----------------- | ---------------------- | ----------------------- | -------- | ------- |
| 2025  | Golden Gio         | Face Time Bourbon | Matthieu Abrivard      | Marco Smorgon           | 2 175 m  | 1'13"1  |
| 2024  | Luciano Menuet     | Feliciano         | Alexandre Abrivard     | Philippe Allaire        | 2 175 m  | 1'14"6  |
| 2023  | Koctel du Dain     | Boccador de Simm  | David Thomain          | Philippe Allaire        | 2 175 m  | 1'13"1  |
| 2022  | Just a Gigolo      | Boccador de Simm  | Franck Nivard          | Philippe Allaire        | 2 700 m  | 1'14"9  |
| 2021  | In The Money       | Cristal Money     | Thierry Duvaldestin    | Thierry Duvaldestin     | 2 700 m  | 1'15"3  |
| 2020  | Helgafell          | Charly du Noyer   | Éric Raffin            | Philippe Allaire        | 2 700 m  | 1'16"1  |
| 2019  | Gotland            | Ready Cash        | Éric Raffin            | Philippe Allaire        | 2 700 m  | 1'15"7  |
| 2018  | Feeling Cash       | Ready Cash        | Jean-Philippe Monclin  | Philippe Allaire        | 2 700 m  | 1'16"2  |
| 2017  | Eridan             | Ready Cash        | David Thomain          | Sébastien Guarato       | 2 700 m  | 1'16"   |
| 2016  | Django Riff        | Ready Cash        | Yoann Lebourgeois      | Philippe Allaire        | 2 700 m  | 1'15"9  |
| 2015  | Cahal des Rioults  | Password          | Jos Verbeeck           | Philippe Allaire        | 2 700 m  | 1'16"   |
| 2014  | Brillantissime     | Ready Cash        | Jos Verbeeck           | Philippe Allaire        | 2 700 m  | 1'16"3  |
| 2013  | A Mysterious Love  | Love You          | Franck Nivard          | Franck Leblanc          | 2 700 m  | 1'16"   |
| 2012  | Véloce Gédé        | Diamant Gédé      | Éric Raffin            | Jean-Michel Baudouin    | 2 700 m  | 1'17"6  |
| 2011  | Uno la Chesnaie    | Prince d'Espace   | Éric Raffin            | Sébastien Guarato       | 2 700 m  | 1'16"1  |
| 2010  | Torino d'Auvillier | Ludo de Castelle  | William Bigeon         | Jean-Luc Bigeon         | 2 700 m  | 1'17"   |
| 2009  | Surcouf de Laubois | Niky              | Franck Nivard          | Olivier Chêne           | 2 700 m  | 1'17"   |
| 2008  | Ready Cash         | Indy de Vive      | Bernard Piton          | Philippe Allaire        | 2 700 m  | 1'16"4  |
| 2007  | Quido du Goutier   | Extreme Dream     | Jos Verbeeck           | Thierry Duvaldestin     | 2 175 m  | 1'16"6  |
| 2006  | Prince d'Espace    | Himo Josselyn     | Jean-Michel Bazire     | Sébastien Guarato       | 2 175 m  | 1'16"7  |
| 2005  | Osiris de Corbery  | Joe l'Amoroso     | Michel Dréano          | Christophe Chalon       | 2 175 m  | 1'16"1  |
| 2004  | Niky               | Viking's Way      | Jean-Michel Bazire     | Laurent-Claude Abrivard | 2 175 m  | 1'15"5  |
| 2003  | Mon Bellouet       | Hello Jo          | Jean-Michel Bazire     | Fabrice Souloy          | 2 175 m  | 1'16"6  |
| 2002  | Lilium Madrik      | Arnaqueur         | Yves Dreux             | Karim Hawas             | 2 175 m  | 1'16"5  |
| 2001  | Kaisy Dream        | Extreme Dream     | Jean-Pierre Dubois     | Jean-Pierre Dubois      | 2 175 m  | 1'16"4  |
| 2000  | Johnny Be Good     | Bassano           | Michel Lenoir          | Jacques Bruneau         | 2 175 m  | 1'16"8  |
| 1999  | Icare de Pouline   | Beautiful Somolli | Franck Leblanc         | Franck Leblanc          | 2 100 m  | 1'17"1  |
| 1998  | Hello Jo           | Buvetier d'Aunou  | Jean-Étienne Dubois    | Jean-Étienne Dubois     | 2 100 m  | 1'16"9  |
| 1997  | Gildas Meslois     | Ukir de Jemma     | Jos Verbeeck           | Laurent-Claude Abrivard | 2 100 m  | 1'19"9  |
| 1996  | Full Account       | Passionnant       | Jean-Étienne Dubois    | Jean-Étienne Dubois     | 2 100 m  | 1'16"2  |
| 1995  | Ever Jet           | Tarass Boulba     | Jean-Pierre Dubois     | Jean-Étienne Dubois     | 2 100 m  | 1'17"   |
| 1994  | Destin de Busset   | Opus Deï          | Ulf Nordin             | Ulf Nordin              | 2 100 m  | 1'17"8  |
| 1993  | Cézio Josselyn     | Armbro Goal       | Jean-Pierre Dubois     | Jean-Pierre Dubois      | 2 100 m  | 1'17"4  |
| 1992  | Bon Conseil        | Passionnant       | Jean-Pierre Dubois     | Jean-Pierre Dubois      | 2 100 m  | 1'17"5  |
| 1991  | Auxerrois          | Passionnant       | Bernard Oger           | Léopold Verroken        | 2 100 m  | 1'17"5  |
| 1990  | Voyou du Golfe     | Larabello         | Bernard Oger           | Léopold Verroken        | 2 100 m  | 1'18"3  |
| 1989  | Un d'Estricat      | Moktar            | Patrick Hawas          | Ali Hawas               | 2 100 m  | 1'18"4  |
| 1988  | Tadzio de la Motte | Jet de Prapin     | Joël Van Eeckhaute     | Joël Van Eeckhaute      | 2 100 m  | 1'18"1  |
| 1987  | Siamois de Ryd     | Villequier B      | Bernard Oger           | Léopold Verroken        | 2 100 m  | 1'20"   |
| 1986  | Ruanito d'Arc      | Dianthus          | Ulf Nordin             | Ulf Nordin              | 2 100 m  | 1'18"9  |
| 1985  | Quarisso           | Fakir du Vivier   | Michel-Marcel Gougeon  | Jean-Lou Peupion        | 2 300 m  | 1'20"8  |
| 1984  | Pur Historien      | Araki             | Gérard Mottier         | Gérard Mottier          | 2 250 m  | 1'21"1  |
| 1983  | Orcade de Bellouet | Duc de Bellouet   | Pascal Daulier         | Pascal Daulier          | 2 250 m  | 1'20"4  |
| 1982  | Nans le Berger     | Oberon            | Alain Roussel          | Stig Engberg            | 2 250 m  | 1'21"6  |
| 1981  | Moscantido         | Toscan            | Gérard Mottier         | Gérard Mottier          | 2 250 m  | 1'21"5  |
| 1980  | Lotus du Trèfle    | Canino            | Ali Hawas              | Ali Hawas               | 2 250 m  | 1'23"1  |
| 1979  | Kalinus            | Beau Ludois L     | Jan Kruithof           | Jan Kruithof            | 2 250 m  | 1'22"6  |
| 1978  | Jigliana           | Taglioni          | Léopold Verroken       | Léopold Verroken        | 2 275 m  | 1'20"7  |
| 1977  | Idéal du Gazeau    | Alexis III        | Eugène Lefèvre         | Eugène Lefèvre          | 2 250 m  | 1'23"1  |
| 1976  | Horse Born         | Tony M            | Michel-Marcel Gougeon  |                         | 2 250 m  | 1'24"5  |
| 1975  | Grandval           | Ruy Blas IV       | Michel-Marcel Gougeon  |                         | 2 250 m  | 1'22"2  |
| 1974  | File Droit         | Picardy           | Léopold Verroken       |                         | 2 250 m  | 1'22"   |
| 1973  | Euridix Royal      | Twist B II        | B. Hue                 |                         | 2 250 m  | 1'21"4  |
| 1972  | Dulcinée           | Kalmia II         | P. Coubard             |                         | 2 250 m  | 1'23"2  |
| 1971  | Chambon P          | Kerjacques        | H. Robin               |                         | 2 250 m  | 1'23"1  |
| 1970  | Barcella           | Macar             | J. Groult              |                         | 2 250 m  | 1'23"6  |
| 1969  | Aix Rousselière    | Nolten L          | Patrick Céran-Maillard |                         | 2 250 m  | 1'22"3  |
| 1968  | Vat                | Mario             | Jean Riaud             |                         | 2 250 m  | 1'24"   |
| 1967  | Ukyse              | Jussieu           | G. Marie               |                         | 2 250 m  | 1'24"4  |
| 1966  | Tornado T          | Iso Williams      | Johannes Frömming      |                         | 2 250 m  | 1'22"8  |
| 1965  | Seigneur           | Vermont           | Louis Mellette         |                         | 2 250 m  | 1'24" 7 |
| 1964  | Rubis Royal        | Tigre Royal       | Roger Massue           |                         | 2 250 m  | 1'23"2  |
| 1963  | Quasipyl           | In Extremis       | Bernard Simonard       | Robert de Wulf          | 2 250 m  | 1'22"6  |
| 1962  | Ponant             | Hector IV         | Jean Riaud             |                         | 2 250 m  | 1'24"5  |
| 1961  | Ozo                | Vermont           | Roger Massue           |                         | 2 250 m  | 1'24"5  |
| 1960  | Natacha VII        | Quant Il Peut     | Louis Sauvé            |                         | 2 250 m  | 1'23"1  |
| 1959  | Malbrough          | Kairos            | Raoul-Charles Simonard |                         | 2 250 m  | 1'25"3  |
| 1958  | Libelei            |                   | Louis Mellette         |                         | 2 250 m  | 1'24"2  |
| 1957  | Ker Volo           | Oliav Volo        | L. Boulard             |                         | 2 250 m  | 1'26"1  |
| 1956  | Jokai              | Quiroga II        | André Choisselet       |                         | 2 250 m  | 1'23"3  |

## Sources
- Pour les conditions de course et les dernières années du palmarès : site de la SETF
- Pour les courses plus anciennes : archives des quotidiens  (Ouest-France, Sud-Ouest…)